# Eleccions generals d'Etiòpia de 2015
Les eleccions generals d'Etiòpia de 2015 es van celebrar el 24 de maig de 2015 a Etiòpia per a triar als membres de la Cambra de Representants del Poble. En aquesta data també es van celebrar eleccions a l'Assemblea Regional.
El resultat va ser una victòria del governant Front Democràtic Revolucionari Popular Etíop (EPRDF), que va obtenir 500 dels 547 escons. Els aliats del EPRDF van guanyar els escons restants. Només el 5,1% dels vots vàlids (menys d’1,7 milions) van ser per als partits de l'oposició.